# Доктор Стрейнджлав, или Как я перестал бояться и полюбил бомбу
«До́ктор Стре́йнджлав, или Как я переста́л бояться и полюби́л бо́мбу» (англ. Dr. Strangelove or: How I Learned to Stop Worrying and Love the Bomb) — кинофильм 1964 года режиссёра Стэнли Кубрика, вышедший в разгар Холодной войны, немногим более года после Карибского кризиса как антимилитаристская сатира на военные программы правительства США того времени и гонку вооружений в целом. Снят по мотивам триллера Питера Джорджа «Красная тревога», впервые опубликованного в 1958 году, в котором отражена обстановка всеобщего страха перед ядерным апокалипсисом. Причём Кубрик переосмыслил первоисточник, сделав чёрную комедию. Картина рассказывает об одержимом американском генерале Джеке Д. Риппере (другой вариант перевода — Джек Потрошиллинг), который на почве антикоммунистической паранойи, в обход высшего командования США и Президента, начинает ядерную атаку на СССР, и о последующих событиях.
Главные роли исполнили Питер Селлерс и Джордж К. Скотт, причём первый сыграл сразу трёх главных персонажей.
В 1989 году эта работа попала в список национального кинореестра США как «культурно значимая». Он занимает третье место в списке лучших комедий и 39-е место в списке американских фильмов по версии Американского института киноискусства, хотя по версии IMDb и выше их.

## Сюжет
Согласно официальной позиции ВВС США, существующие меры безопасности предотвратили бы события, изображённые в фильме. Также любое сходство между героями картины и живыми или умершими людьми является случайным.
Командующий американской военно-воздушной базы бригадный генерал Джек Д. Риппер (по созвучию с Джеком-потрошителем: англ. Jack D. Ripper — Jack-The-Ripper) (Стерлинг Хэйден), руководствуясь «планом R» — чрезвычайным военным планом, позволяющим высшему офицерскому составу отдавать приказы ядерного возмездия в случае уничтожения командования в Вашингтоне (включая самого президента) советской обезглавливающей атакой, — начинает массированную атаку на Советский Союз бомбардировщиками B-52, несущими ядерное оружие.
Риппер приказывает конфисковать все радиоприёмники на базе, но один из офицеров, боязливый полковник ВВС Великобритании Лайонел Мандрейк (Питер Селлерс), узнаёт об афере, услышав по радио музыку вместо сигналов гражданской обороны. Он просит Риппера — единственного человека, знающего код отзыва самолётов, — отозвать самолёты, пока не поздно, однако тщетно: генерал, намекая на возможное использование оружия, запирается вместе с Мандрейком в своём кабинете.
Между тем на борту одного из самолётов под командованием майора из Техаса Дж. Т. Конга по кличке «Кинг» (Слим Пикенс) экипаж выражает озабоченность по поводу того, насколько серьёзна ситуация. Получив код подтверждения действовать согласно «плану R», экипаж блокирует радиосвязь, и бомбардировщик направляется атаковать СССР.
Единственная женщина в фильме — «секретарша» Тёрджидсона (Трейси Рид, мелькавшая на развороте журнала Playboy), олицетворяет собой связь между сексом и войной, а также традиционное отношение к женщинам мужчин, участвующих в войне.
В это же самое время в Пентагоне, в «Военной комнате», собирается чрезвычайное совещание, на котором присутствуют президент США Мёркин Маффли (Питер Селлерс), генерал Бак Тёрджидсон (Джордж К. Скотт) и другие высшие чины. Президент решает, что войны нужно избежать любым способом, однако генерал Тёрджидсон призывает использовать ситуацию и разделаться с СССР раз и навсегда, считая, что первый удар американцев уничтожит 90 % советских ракет ещё до того, как ракетные войска СССР смогут ответить, остальные же ракеты убьют «лишь десять, двадцать миллионов».
Маффли категорически отказывается от чего-либо подобного, а вместо этого срочно приглашает советского посла Алексея Десадецкого (аллюзия на маркиза де Сада) (Питер Булл). Президент, который не в состоянии отозвать собственные самолёты, связывается по «Горячей линии» с председателем Совета Министров СССР Дмитрием Кисовым и, обменявшись любезностями, сообщает о «небольшой неприятности» с ядерной атакой. Поскольку Маффли не имеет возможности отозвать самолёты, он предлагает своему советскому коллеге сбить их. Премьер СССР, находящийся в нетрезвом состоянии, отвечает, что этот вопрос «не к нему, а к центральному штабу противовоздушной обороны в Омске» и, предложив американскому президенту позвонить туда самостоятельно, что-то говорит Алексею, после чего тот мрачнеет в лице. Советский посол сообщает президенту США, что в СССР построена управляемая ЭВМ «Машина Судного дня», которая автоматически сработает и посредством взрыва «кобальт-ториевой» бомбы уничтожит всю жизнь на планете за десять месяцев, если хотя бы одна атомная бомба взорвётся на советской территории. Выключить машину невозможно. Алексей объясняет постройку машины тем, что СССР потратил много денег на гонку вооружений. Машина же стоила намного меньше того, что выделяется на содержание и обновление обороны страны. Решающим фактором стали слухи о создании такой машины в США. Присутствующий на совещании эксперт по стратегии, прикованный к инвалидному креслу доктор Стрейнджлав (третья роль Питера Селлерса), поясняет, как удобно и эффективно такое устройство, и что в случае его активизации противодействовать ему невозможно.

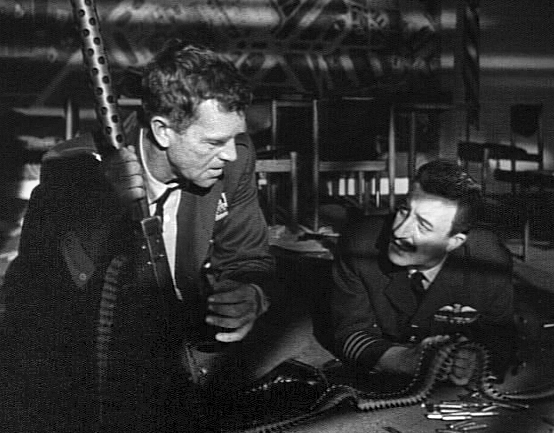
Риппер и Мандрейк. Теория, что фторирование воды является коммунистическим заговором, временами возникала в политической жизни США 1950-х годов

Одновременно начинается штурм военной базы, на которой засел генерал Риппер. Персонал базы отчаянно сопротивляется, так как Риппер заранее «предупредил» своих подопечных, что прибывшие американские войска «на самом деле» являются переодетыми русскими. Когда база уже взята штурмом, Риппер кончает жизнь самоубийством, так и не выдав секретный код. Разбирая бумаги своего сумасбродного начальника, Мандрейк находит намёки на то, каким должен быть код отзыва. Тем не менее его арестовывают (как «предводителя мятежа извращенцев» против Риппера), и он долго упрашивает полковника «Бэт» Гуано (Кинан Уинн), чтобы тот разрешил ему сообщить код («POE») в Вашингтон. Так как телефонная линия оборвана, Мандрейку приходится звонить с телефона-автомата, для чего он приказывает полковнику Гуано отстрелить замок автомата с «Кока-колой» и забрать имеющуюся внутри мелочь. «Бэт» Гуано не хочет участвовать во взломе автомата, считая частную собственность неприкосновенной, однако всё же отстреливает замок и предупреждает помощника генерала о том, что ему придётся судиться с компанией «Кока-кола».
В это время советская ПВО пытается сбить замеченные на радаре американские самолёты. Три бомбардировщика были сбиты, самолёт под командованием Дж. Т. Конга получает серьёзные повреждения, у него полностью уничтожены средства связи и утекает горючее. Когда приходит код доступа, оставшиеся тридцать самолётов возвращаются на базы, и только самолёт майора Конга, не получивший сигнал отбоя, продолжает упорно прорываться к запасной цели. Он движется ниже зоны видимости советских радаров, поэтому советско-американские усилия остановить его терпят неудачу.
Самолёт майора Конга из-за утечки топлива не может добраться ни до главной, вымышленной базы Лапута (отсылка на летающий остров из романа Д. Свифта «Путешествия Гулливера»), ни до второстепенной цели (реально существовавшей ракетной базы у города Борщёв Тернопольской обл.) его полёта, и экипаж решает нанести удар по ближайшему советскому ракетному комплексу в Котласе. Это незапланированное изменение маршрута полностью смешивает планы американцев и русских перехватить этот последний самолёт. Достигнув цели, он пытается сбросить бомбы, но бомболюки заклинивает. Майор Конг лично спускается к бомбам, оседлав одну из них подобно ковбою, чинит механизм сброса и вместе с бомбой улетает вниз. Поднимается облако ядерного взрыва.
В «Военной комнате» доктор Стрейнджлав с энтузиазмом рекомендует президенту собрать несколько сотен тысяч «лучших представителей человеческой расы» в подземных убежищах, отобранных в пропорции «десять женщин на одного мужчину», чтобы они могли там беспрепятственно и усиленно размножаться, а через несколько десятилетий вернуться на очищенную от прочей жизни поверхность Земли. Генерал Тёрджидсон предостерегает, что если всё это является хитроспланированной акцией русских, то закрывшись на сто лет в бункерах американцы дадут им невероятную фору. В этот момент, пока все увлечены обсуждением такой вероятности, посол Десадецкий незаметно делает шпионские снимки планов американской обороны, что косвенно намекает, что генерал мог быть прав.
Доктор чудесным образом встаёт с инвалидного кресла, делает пару шагов и радостно восклицает: «Мой фюрер, я могу ходить!». Прямой монтажной склейкой под лирическую песню времён Второй мировой войны «We’ll Meet Again» один за другим по всей планете взрываются ядерные заряды.

## В ролях
| Актёр            | Роль                          |
| ---------------- | ----------------------------- |
| Питер Селлерс    | доктор Стрейнджлав            |
| Питер Селлерс    | президент США Мёркин Маффли   |
| Питер Селлерс    | полковник Лайонел Мандрейк    |
| Джордж К. Скотт  | генерал Бак Тёрджидсон        |
| Стерлинг Хэйден  | генерал Джек Д. Риппер        |
| Кинан Уинн       | полковник «Бэт» Гуано         |
| Слим Пикенс      | майор Дж. Т. «Кинг» Конг      |
| Питер Булл       | посол СССР Алексей Десадецкий |
| Джеймс Эрл Джонс | лейтенант Лотар Зогг          |
| Трейси Рид       | мисс Скотт                    |
| Шейн Риммер      | капитан «Туз» Оуэнс           |

## Главные актёры и их персонажи

### Три роли Питера Селлерса
Полагая, что кассовый успех столь рискованному проекту может принести только участие Селлерса, Columbia Pictures настояла отвести ему в фильме сразу несколько ролей, как это было сделано, например, в фильме 1959 года «Рёв мыши». Кубрик согласился с требованием, принимая во внимание, что «такое грубое и гротескное положение является непременным условием для коммерческого успеха».
В итоге Селлерс играет только три из четырёх ролей, написанных для него. Он должен был сыграть майора авиации Дж. Т. «Кинг» Конга, командира бомбардировщика B-52 Stratofortress, но с самого начала Селлерс неохотно смотрел на эту роль. Он почувствовал, что его нагрузка будет слишком велика, и волновался, что не сможет должным образом изобразить техасский акцент персонажа. Кубрик попросил сценариста фильма Терри Саузерна, выросшего в Техасе, записать на кассету голос Конга с должным говором. Прослушивание кассеты Саузерна помогло Селлерсу говорить с правильным акцентом, и тогда начались съёмки сцен в самолёте. Но вскоре Селлерс подвернул голеностоп и не смог работать в тесной кабине.
Селлерс импровизировал большую часть диалогов с Кубриком перед съёмками, чтобы придуманные реплики входили в окончательный вариант сценария (этот метод называют Retroscripting).
Полковник Лайонел Мандрейк
По словам кинокритика Александра Уокера, автора биографий о Селлерсе и Кубрике, роль Лайонела Мандрейка (англ. Mandrake — мандрагора) была самой простой для Селлерса, в силу его опыта службы в ВВС Великобритании в годы Второй мировой войны. Существует также некоторое сходство персонажа с другом Селлерса комиком Терри-Томасом и полковником Британских ВВС, асом Дугласом Бадером.
Президент Мёркин Маффли
Для правдоподобного исполнения этого персонажа, фамилия которого созвучна со словом «глушитель» (англ. Muffley — «muffler»), Селлерс сгладил свой английский акцент, сделав его похожим на говор американца Среднего Запада. Он черпал вдохновение для роли из образа Эдлая Стивенсона, бывшего губернатора штата Иллинойс, кандидата на пост Президента США от демократов в 1952 и 1956 годах, постоянного представителя США при ООН во время Карибского кризиса.
Во время съёмок фильма Селлерс сыграл симптомы простуды, чтобы подчеркнуть слабость характера своего персонажа. Это вызвало смех среди съёмочной группы, погубив несколько дублей. В итоге Кубрик решил отказаться от этой детали, чувствуя, что Президент США должен выглядеть серьёзным, так что Маффли получился вполне строгим, хотя в некоторых сценах показана небольшая слабость Президента.
Доктор Стрейнджлав
Главный герой фильма (которого, между прочим, не было в книге) — эксцентричный немецкий учёный, некогда работавший на Нацистскую Германию и после Второй мировой войны переселившийся в США. Когда генерал Тёрджидсон спрашивает о «странной» фамилии Стрейнджлава (англ. — «странная любовь»), мистер Стейнис говорит, что это немецкая фамилия: до принятия американского гражданства он был Мерквюрдихлибе (нем. — Merkwürdigliebe), не объясняя, что перевод тот же самый — «странная любовь». Прототипом для Стрейнджлава послужили: стратег корпорации RAND Герман Кан, математик и один из ведущих разработчиков Манхэттенского проекта Джон фон Нейман, немецкий учёный Вернер фон Браун, «отец термоядерного оружия» Эдвард Теллер, а также Доктор Земпф — герой предыдущего фильма Кубрика «Лолита», сыгранный тем же Селлерсом. На акцент повлиял австрийско-американский фотограф Уиджи, работавший на Кубрика в качестве специального консультанта по фотографическим эффектам. Существует также распространённое мнение о том, что прототипом для персонажа послужил Генри Киссинджер, однако Кубрик и Селлерс отрицали это. В действительности Киссинджер стал советником Президента лишь в 1969 году.
Внешний вид Стрейнджлава перекликается с безумным изобретателем Ротвангом из кинофильма Фрица Ланга «Метрополис»: чёрная перчатка на одной руке и взъерошенные волосы. Чёрную перчатку Стрейнджлава предложил Кубрик, но Селлерс заставил перчатку жить собственной жизнью.
По словам кинокритика Александра Уокера, тот факт, что рука Доктора, то сама по себе вскидываясь в нацистском приветствии, то начиная душить своего обладателя, говорит об апраксии, или синдроме чужой руки (после премьеры фильма распространено именование «Синдром доктора Стрейнджлава»).

### Слим Пикенс в роли Дж. Т. «Кинг» Конга
Биограф Терри Саузерна, Ли Хилл, заявлял, что сразу после того, как Селлерс повредил ногу, роль была предложена Джону Уэйну, но тот немедленно отказался. Также на эту роль рассматривался Дэн Блокер, популярный в то время телевизионный актёр, но, по словам Саузерна, агент Блокера отверг сценарий как «слишком коммуняцкий» (англ. — «too pinko» — в США в годы Холодной войны: человек, испытывающий симпатии к коммунизму). В итоге роль получил Слим Пикенс, с уже установившемся амплуа ковбоя, тем более что он уже работал с Кубриком во время съёмок «Одноглазых валетов» — фильма, режиссёром которого Кубрик был на стадии подготовки.
Биограф Кубрика Джон Бакстер в документальном фильме «Inside the Making of Dr. Strangelove» рассказывал:

Как оказалось, Пикенс никогда не покидал пределов США. Ему пришлось поторопиться и в первый раз получить паспорт. Когда он приехал на съёмочную площадку, кто-то сказал: «Боже, он приехал в [ковбойском] костюме!», не понимая, что он всегда так одет — в ковбойской шляпе, куртке с бахромой и в ковбойских ботинках, — и что он не пытался изображать персонажа — он в такой манере разговаривал.
Оригинальный текст (англ.)As it turns out, Slim Pickens had never left the United States. He had to hurry and get his first passport. He arrived on the set, and somebody said, "Gosh, he's arrived in costume!," not realizing that that's how he always dressed ... with the cowboy hat and the fringed jacket and the cowboy boots — and that he wasn't putting on the character — that's the way he talked.

### Джордж К. Скотт в роли генерала Тёрджидсона
Во время съёмок Кубрик и Скотт придерживались разных мнений относительно некоторых сцен, так что нередки были и скандалы. После окончания работы Скотт поклялся больше не иметь дело с Кубриком. Несмотря на это, Скотт, как опытный шахматист, безмерно уважал режиссёра за его мастерство игры в шахматы, в которые они часто играли на съёмочной площадке.

## Работа над фильмом

### Первоисточник и сценарий
- Режиссёр: Стенли Кубрик
- Сценаристы: Стенли Кубрик,
Питер Джордж, Терри Саузерн
- Продюсер: Стенли Кубрик
- Оператор: Гилберт Тейлор
- Художники: Кен Адам,
Питер Мартон
- Монтажёр: Энтони Харви
- Композитор: Лори Джонсон[англ.]
- Дизайн титров: Пабло Ферро

После возвращения из Великобритании в США после съёмок «Лолиты» Кубрика стала всё больше занимать тема ядерной войны. Он стал подписываться на журналы о вооружении, а к 1963 году собрал около восьмидесяти книг о ядерной стратегии. В это время Аластер Бакен, президент Международного института стратегических исследований, рекомендует ему книгу Питера Джорджа «Красная тревога». Роман, получивший высокую оценку специалиста по теории игр и будущего лауреата Нобелевской премии по экономике Томаса Шеллинга, так впечатлил Кубрика, что он немедленно купил права на экранизацию.
В сотрудничестве с Джорджем режиссёр начинает писать сценарий на основе книги. На раннем этапе работы с Кубриком обсуждал проект его давний приятель Джеймс Б. Харрис, который считал, что анархический юмор в фильме будет ошибкой. Вскоре они полюбовно приняли решение расторгнуть деловой союз. С самого начала Кубрик находил неприемлемым бескомпромиссно серьёзный тон романа. «Мы начали валять дурака, — вспоминал Харрис. — „А что, если они проголодаются, позвонят в закусочную, и на командный пункт придёт официант в фартуке и будет спрашивать, кому какой сэндвич?“ И все, конечно, стали ржать». После принятия решения делать комедию Кубрик пригласил на съёмки в качестве соавтора Терри Саузерна, автора сатирической новеллы «Волшебный христианин» — книги, которую Кубрику подарил Питер Селлерс. Во время работы Кубрик и Джордж проводили краткие консультации с Томасом Шеллингом, а позже — с Германом Каном.
Среди рабочих названий картины были «Доктор Судный день, или Как начать Третью мировую войну, даже не пытаясь» (англ. Dr. Doomsday or: How to Start World War III Without Even Trying), а также «Секреты использования урана от доктора Стрейнджлава и чудо-бомба» (англ. Dr. Strangelove’s Secret Uses of Uranus, and Wonderful Bomb). Название, получившееся в итоге, пародирует название книги Дейла Карнеги «Как перестать беспокоиться и начать жить».

### Съёмки
Производство картины началось в октябре 1962 года. Фильм снимали в Shepperton Studios в пригороде Лондона, так как у Питера Селлерса в это время был длительный бракоразводный процесс, и по его настоянию фильм снимали в Англии. Кубрик с радостью согласился на это условие, поскольку не хотел снимать фильм в США и считал, что такой съёмочной базы, как в Англии, там ему не найти. Декорации занимали три основных павильона: Военная комната в Пентагоне, борт бомбардировщика B-52 Stratofortress и кабинет Риппера, а для съёмок военной базы использовалось здание студии.
Над дизайном Военной Комнаты работал Кен Адам, художник-постановщик нескольких фильмов о Джеймсе Бонде Получилось огромное, в духе экспрессионизма, помещение (40 м в длину, 30 м в ширину, а высота потолков составила 11 м), что свидетельствует о бомбоубежище с треугольной формой (по мнению Кубрика, такой вид бункера был наиболее устойчив к взрывам). С одной стороны Комнаты находились гигантские стратегические карты, отражающиеся в блестящем чёрном полу, в центре — круглый стол диаметром в 7 метров, освещённый сверху лампами, напоминая стол для игры в покер. Кубрик настаивал на том, чтобы покрыть его зелёным сукном для усиления «впечатления, что они играют» за судьбы мира, однако такое остроумное решение вряд ли было заметно в чёрно-белом фильме. Огромные карты вычертили в художественном отделе, увеличили до размера 3 на 4 фута, затем увеличили фотографическим способом, наклеили на фанерные щиты и наложили сверху плексиглас. Для условных обозначений в фанере, на которую были наклеены карты, были прорезаны отверстия, а сзади помещены 75-ваттные лампочки заливающего света с автоматическим круговым переключением.
В связи с отсутствием сотрудничества со стороны Пентагона в создании фильма, дизайнеры были вынуждены, в меру своих возможностей, реконструировать внутренности бомбардировщика по авиационным журналам. Всё было воспроизведено настолько точно, что в ВВС опасались того, что создатели фильма раздобыли секретную информацию о бомбардировщике, прибегнув к шпионажу. В некоторых кадрах, показывающих полёт бомбардировщика над полярными льдами по пути в Россию (модель на фоне заранее отснятого видео), на снегу видна тень от самолёта B-17, с которого велась съёмка заднего плана.
В сцене дозаправки в воздухе (в самом начале фильма) можно увидеть воздушный танкер Boeing KC-135A Stratotanker борт 55-3144. 8 августа 1962 года этот самолёт разбился при посадке на авиабазе Ханском (штат Массачусетс), при этом погибли 3 человека.
Съёмки закончились 23 апреля 1963 года, однако черновой монтаж фильма привёл в смятение съёмочную группу. В итоге при бюджете почти в 2 миллиона долларов бо́льшая часть денег ушла на монтаж, которым Кубрик занимался 8 месяцев.

### «Доктор Стрейнджлав» и «Система безопасности»
Во время съёмок Кубрик узнал, что параллельно с его проектом снимается другой фильм с идентичной тематикой, однако более мрачный и реалистичный, — «Система безопасности» Сидни Люмета, поэтому он опасался за кассовые сборы, особенно если его фильм вышел бы на экраны вторым. Кубрика беспокоило больше всего, что в главных ролях фильма Люмета, снявшего к тому времени «12 разгневанных мужчин», были актёры первой величины — Генри Фонда в роли Президента США и Уолтер Маттау в роли его советника, профессора Гротшиля. Роман 1962 года Юджина Бёрдика и Харви Уилера «Система безопасности», по которому и сняли одноимённый фильм, настолько был похож на «Красную угрозу», что Питер Джордж подал на создателей в суд по обвинению в плагиате, однако дело было урегулировано во внесудебном порядке. В конце концов, картина «Система безопасности» вышла на восемь месяцев позже «Стрейнджлава», получив положительные отзывы критиков, однако не принеся создателям большой прибыли.

### Финал фильма
В отличие от фильма, финал книги оптимистичен: чудом избежав катастрофы, лидеры двух сверхдержав убеждаются в необходимости мирного сотрудничества между странами.
В конце фильма, показывающем начавшуюся ядерную войну, использовались документальные кадры атомной бомбардировки Хиросимы и Нагасаки, испытания ядерной бомбы Тринити, операции «Перекрёстки» на атолле Бикини, операции «Песчаник», операции «Redwing» и операции «Плющ». В некоторых кадрах явно видны военные корабли, использовавшиеся в качестве цели, среди них тяжёлый немецкий крейсер «Принц Ойген». Идея использовать песню «We’ll Meet Again» под кадры апокалипсиса принадлежит другу Питера Селлерса Спайку Миллигану.
Оригинальный финал
Первоначально фильм заканчивался сценой, в которой все находящиеся в Военной Комнате устраивают битву с тортами, однако после предварительного показа Кубрик вырезал этот фрагмент. В интервью 1969 года он объяснял: «Я решил, что это фарс, который не уместен по сравнению с сатирическим характером остальной части фильма». Александр Уокер отметил, что «кремовых пирогов в воздухе было так много, что черты людей расплывались и было непонятно, кто где находится». Эти кадры сохранились в архивах Британского института кино.

### Влияние убийства Кеннеди
Первый предпремьерный показ фильма был назначен на 22 ноября 1963 года — день убийства Кеннеди, сама премьера — на декабрь, однако релиз перенесли на конец января 1964 года, поскольку было решено, что публика до этого будет не в настроении для такого фильма. Также в сцене, когда майор Конг проверяет содержимое неприкосновенного запаса, он первоначально говорил: «Чёрт, парень с таким снаряжением может неплохо провести уикенд в Далласе!», однако Даллас — это город, в котором убили президента Кеннеди, поэтому сцену передублировали на «Вегас», хотя оригинальная реплика остаётся в некоторых иностранных вариантах дубляжа, например, во французской. Также одной из возможных причин, по которой убрали сцену с битвой на тортах, является момент, когда Тёрджидсон восклицает по поводу торта, попавшего в Президента: «Господа! Наш бравый президент был поражён в расцвете сил!» Монтажёр Энтони Харви утверждал, что если бы сцена осталась, Columbia Pictures была бы в ужасе, считая это оскорблением президента США и его семьи.

## Сатира на Холодную войну

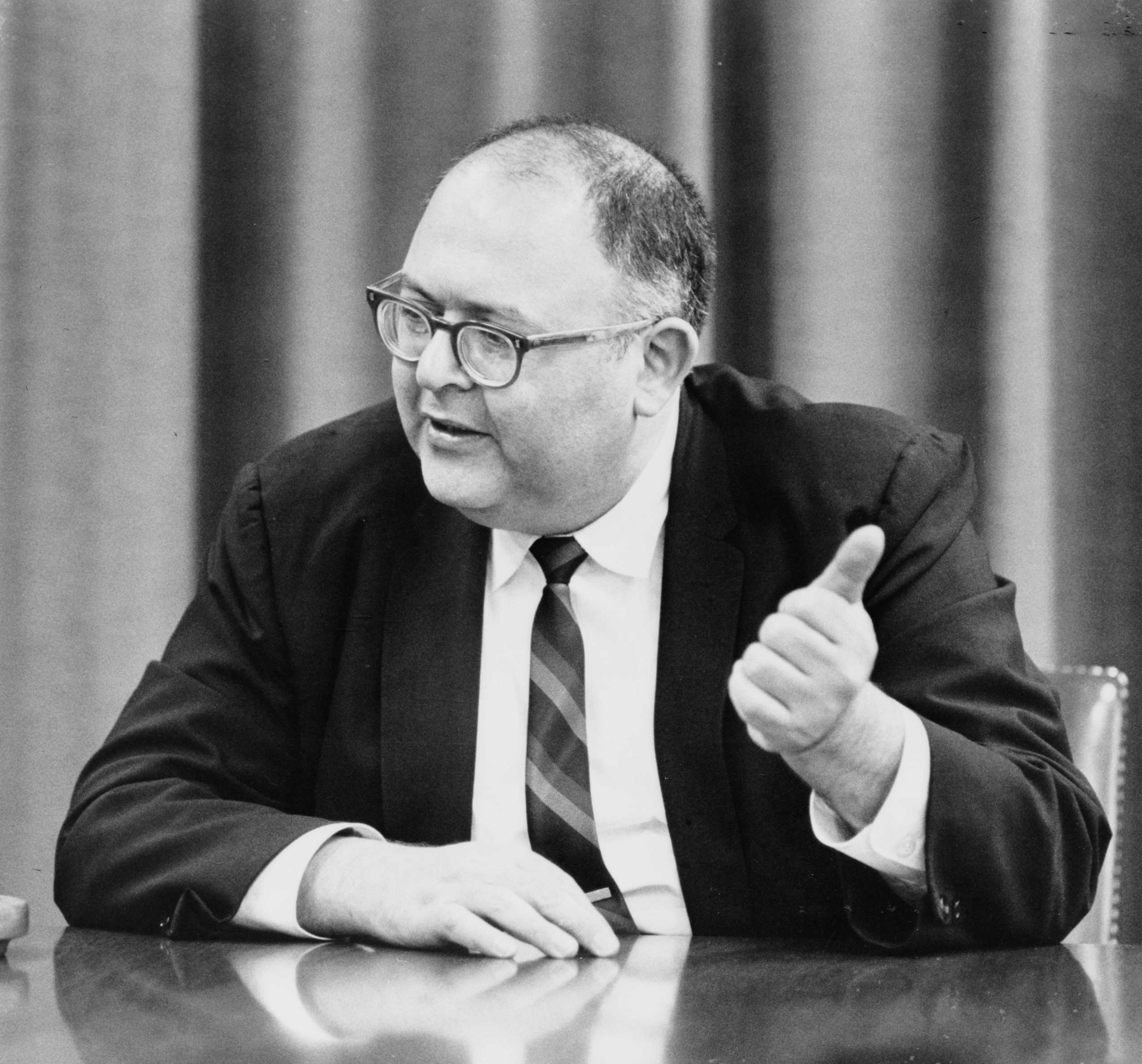
Герман Кан, автор книги «О термоядерной войне»

В интервью журналу Playboy в сентябре 1968 года Кубрик сказал: «Можете ли вы себе представить, что могло случиться в разгар Кубинского ракетного кризиса, если какой-то ненормальный официант подсунул ЛСД Кеннеди в кофе или, с другой стороны, Хрущёву в водку? Жуткая возможность».
«Доктор Стрейнджлав» высмеивает важнейшее положение Холодной войны — взаимное уничтожение (англ. Mutual assured destruction), которое гарантирует катастрофические последствия для обеих сторон, независимо от того, кто «выиграл». Военный стратег и физик Герман Кан в своей книге 1960 года «О термоядерной войне», использовал теоретический пример Машины Судного дня для иллюстрации концепции взаимного гарантированного уничтожения. По сути Кан утверждал, что с обеих сторон уже существует своего рода Машина Судного дня, так как ядерные арсеналы сверхдержав были в состоянии уничтожить бо́льшую часть жизни на Земле. Кан, критиковавший американскую концепцию сдерживания 1950-х годов, стал одним из ведущих создателей доктрины взаимного уничтожения. Поэтому он заявлял, что ядерная война, в силу невозможности победить в ней ни одной из сторон, является самоубийственной, поэтому ни одна из сверхдержав не готова в ней участвовать. Кан был известен своей расчётливостью и циничным подходом, например, в его готовности сравнить, сколько человеческих жизней сможет потерять США и какой урон будет принесён экономике. Эта позиция отражена в замечании Тёрджидсона Президенту о результатах упреждающей ядерной атаки: «Господин Президент, я не говорю, что мы не запачкали бы свои волосы. Но я говорю не более чем о десяти-двадцати миллионах убитых, в зависимости от обстоятельств».
План Стрейнджлава укрыться в шахтах для восстановления человечества — отсылка на предложения Нельсона Рокфеллера, Эдварда Теллера, Германа Кана и Честера Э. Холифилда тратить миллиарды долларов для строительства общенациональной сети подземных убежищ, которые смогли бы вместить миллионы людей. Такая сеть имеет сходства со швейцарской сетью гражданской обороны, которая превосходно развита для такой малонаселённой страны, где по закону все новые жилища должны быть построены с убежищами от радиоактивных осадков. Военные «проверки на благонадёжность» и папка с надписью «мегасмерти» (термин, введённый Каном, который обозначает количество миллионов убитых людей), которую Тёрджидсон прижимает к своей груди — также аллюзии на Кана.
Вступая в полемику с фильмами «Доктор Стрейнджлав», «Система безопасности» и их литературными первоисточниками, поднимающими вопрос о возможных ошибках, которые могли бы привести к катастрофе, BBC сняла документальный фильм SAC Command Post, демонстрируя жёсткий контроль над ядерным оружием.

## Выпуск, критика и влияние
Премьера фильма состоялась 29 января 1964 года. «Стрейнджлав» лидировал в американском прокате 17 недель подряд и вызвал бурные дискуссии среди журналистов и интеллектуалов. Полин Кейл утверждала, что фильм «открыл новую эпоху в кинематографе», «высмеяв всё и вся» и «скрыв свою либеральную направленность». Она посчитала фильм опасным, поскольку в нём «не объясняется, как взять ситуацию под контроль». Позже Чарльз Мэленд и Роберт Склар указывали, что фильм имел наибольший успех в мегаполисах и университетских городах, став своеобразным предвестником студенческих выступлений конца 1960-х годов.
Советский киновед Юрий Ханютин писал про картину Кубрика: «Фильм — сатира на Пентагон, на армию, военное и гражданское руководство. Изображение тупости, чванства, упрямства, сумасшествия и непредусмотрительности, которые приводят человечество к гибели», тем не менее добавляя: «Надо сказать, что … Кубрик не смог избежать булавочных уколов в адрес советских деятелей и советской политики, изменил своей антиимпериалистической позиции».
Картина регулярно входит во всевозможные списки лучших комедий в истории кино. В 2000 году читатели британского журнала Total Film поставили фильм на 24 место в списке величайших комедийных фильмов всех времён и народов. На Rotten Tomatoes, основываясь на 60 обзорах, «Стрейнджлав» получил 100 % свежести, а на сайте Metacritic он имеет средний балл 96. Также журнал Empire поставил фильм на 26 место в списке величайших фильмов всех времён. Роджер Эберт включил картину в свой список Великих Фильмов, сказав, что «возможно, это лучшая политическая сатира века». В 2012 году при опросе журналом Sight & Sound «Стрейнджлав» занял 117 место в списке критиков и 107 в списке режиссёров.
Через год после выхода фильма на экраны американский писатель-фантаст Филип Дик написал роман «Доктор Бладмани, или Как мы жили после бомбы», сюжет и название которого были навеяны лентой Кубрика: безрадостный мир 1970-х годов, живущий после ядерной войны. По мнению некоторых ветеранов Стратегического авиационного командования США, именно «Стрейнджлав» наиболее точно отражает реалии этой организации. В мультсериале «Симпсоны» есть множество отсылок к фильму, а именно в эпизодах: Homer the Vigilante, Sideshow Bob’s Last Gleaming, Treehouse of Horror VIII, Wild Barts Can’t Be Broken, название фильма пародируется в эпизоде $pringfield (Or, How I Learned to Stop Worrying and Love Legalized Gambling). Кроме того, название фильма обыгрывается в названии группы исследователей информационной безопасности SCADA StrangeLove.

## Награды и номинации
Список наград и номинаций приведён в соответствии с данными IMDb.
| Награды и номинации            | Награды и номинации                                                             | Награды и номинации                        | Награды и номинации | Награды и номинации |
| Награда                        | Категория                                                                       | Номинант                                   | Результат           |                     |
| ------------------------------ | ------------------------------------------------------------------------------- | ------------------------------------------ | ------------------- | ------------------- |
| Британская академия            | Лучший фильм                                                                    | Стэнли Кубрик                              | Победа              |                     |
| Британская академия            | Лучший британский фильм                                                         | Стэнли Кубрик                              | Победа              |                     |
| Британская академия            | Лучший актёр                                                                    | Питер Селлерс                              | Номинация           |                     |
| Британская академия            | Лучший иностранный актёр                                                        | Стерлинг Хэйден                            | Номинация           |                     |
| Британская академия            | Лучший британский сценарий                                                      | Стэнли Кубрик, Терри Саузерн, Питер Джордж | Номинация           |                     |
| Британская академия            | Награда Объединённых Наций                                                      | Стэнли Кубрик                              | Победа              |                     |
| Британская академия            | Лучшая работа художника-постановщика для британского фильма (Чёрно-белый фильм) | Кен Адам                                   | Победа              |                     |
| Оскар                          |                                                                                 |                                            |                     |                     |
| Лучший фильм                   | Стэнли Кубрик                                                                   | Номинация                                  |                     |                     |
| Лучшая режиссёрская работа     | Стэнли Кубрик                                                                   | Номинация                                  |                     |                     |
| Лучшая мужская роль            | Питер Селлерс                                                                   | Номинация                                  |                     |                     |
| Лучший адаптированный сценарий | Стэнли Кубрик, Терри Саузерн, Питер Джордж                                      | Номинация                                  |                     |                     |
| Бодил                          | Лучший европейский фильм                                                        | Стэнли Кубрик                              | Победа              |                     |
| Кружок кинокритиков Нью-Йорка  | Лучший режиссёр                                                                 | Стэнли Кубрик                              | Победа              |                     |
| Сатурн (2012)                  | Лучший DVD-сборник                                                              | Warner Bros.                               | Номинация           |                     |

### Комментарии
1. ↑  Более точный перевод — «До́ктор Стре́йнджлав, или Как я научи́лся не волнова́ться и люби́ть бо́мбу».
2. ↑  Является пародией на лётчика-испытателя Элвина Джонстона, известного по прозвищу «Техасец».
3. ↑  В нескольких сценах, показывающих атаку морских пехотинцев на базу генерала Риппера, бой ведётся на фоне плаката с фразой «Мир — наша профессия» (англ. «Peace is our profession»), являющейся девизом Стратегического авиационного командования США.
4. ↑  Аллюзия на инцидент с падением атомной бомбы в Марс-Блаффе — случай утери ядерного боеприпаса, ставший первым известным широкой публике из ряда подобных инцидентов, поскольку бомбу уронили на деревню в Южной Каролине, а не, как обычно, в море. 11 марта 1958 года во время полёта бомбардировщика Boeing B-47E-LM «Stratojet» штурман Брюс Кулька по просьбе командира направился в бомбовый отсек для проверки предохранительной чеки бомбы, так как в кабине пилотов зажёгся предупредительный световой сигнал, свидетельствовавший о неисправности фиксатора механизма сброса бомбы. После безрезультатных поисков фиксатора он забрался на спусковое устройство для чрезвычайного сброса бомбы, чтобы рассмотреть его получше, и случайно привёл его в действие. Трёхтонная бомба проломила люк самолёта и полетела к земле с высоты 4600 метров. Капитану Кульке в отличие от майора Конга удалось остаться на борту
5. ↑  Сам Селлерс сыграл в экранизации в 1969 году.
6. ↑  В это время он закончил постановку «Доктора Ноу».
7. ↑  Примерно 1,05 на 1,4 метра.